# Cycas pruinosa
Cycas pruinosa är en kärlväxtart som beskrevs av Maconochie. Cycas pruinosa ingår i släktet Cycas, och familjen Cycadaceae. IUCN kategoriserar arten globalt som livskraftig. Inga underarter finns listade i Catalogue of Life.